# Tunabergs kyrka

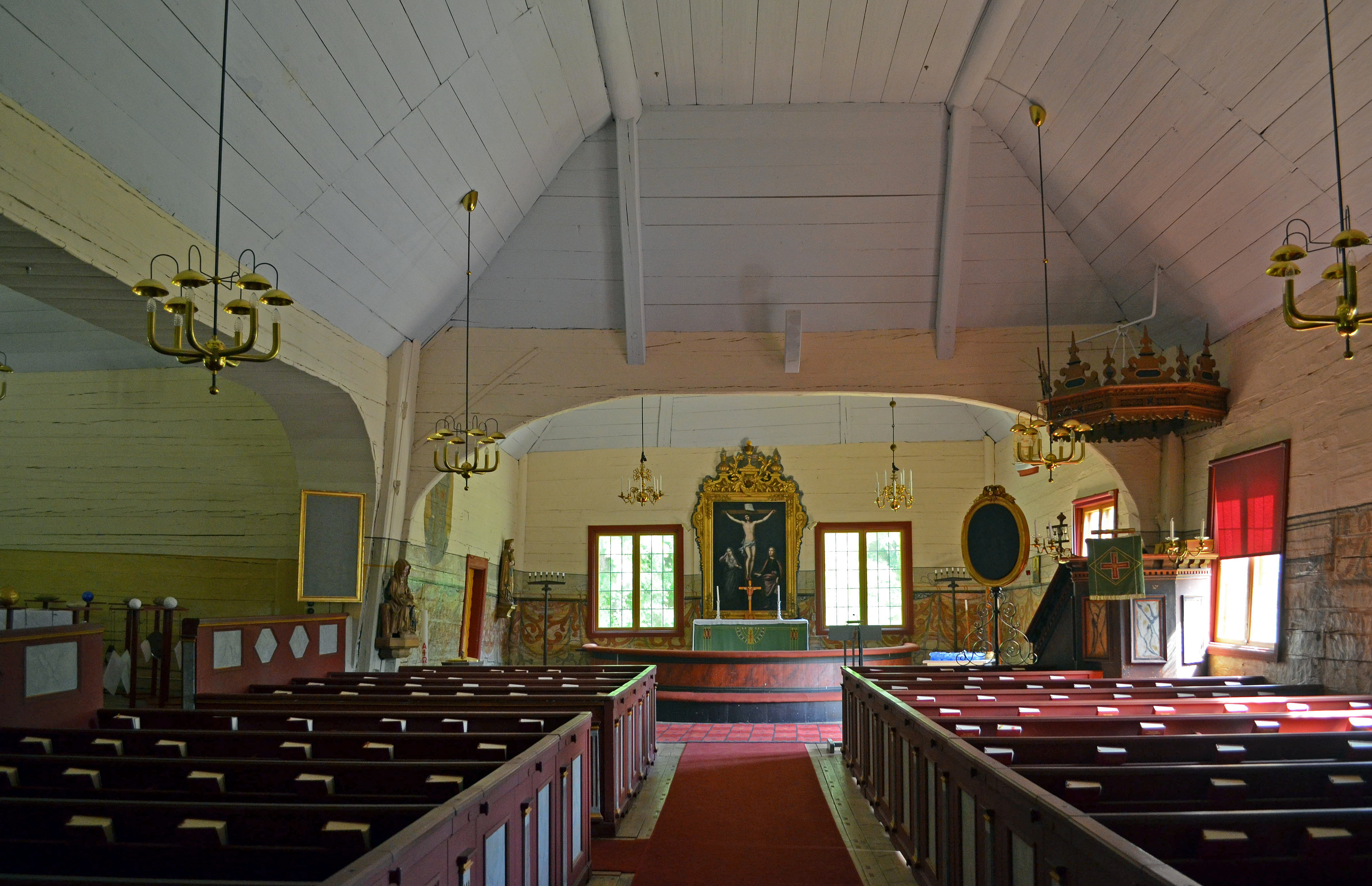
Tunabergs kyrkas kyrksal

Tunabergs kyrka är en kyrkobyggnad i Koppartorp i Strängnäs stift. Den är församlingskyrka i Tunabergs församling.

## Kyrkobyggnaden
Kyrkan har antagits vara uppförd i början av 1600-talet och mest troligt på 1620-talet. 1627 förlänades Lilla Uttervik som löneboställe för en kaplan i Tunaberg och troligen tillkom kyrkan ungefär vid den tiden. En tradition från 1830-talet säger att långhuset är äldst och uppfördes 1620 medan koret tillfogats några år senare. Ett kapell har troligen funnits tidigare, men dess läge är osäkert. Stommen är liggande timmer som är knuttimrat. 1682 tillkom ett nytt vapenhus vid västra sidan, och 1685 uppfördes läktaren inne i kyrkan. 1694 höjdes väggarna med tre stockvarv. Taket lades på igen och fick ny beläggning med spån. 1779 tillbyggdes en korsarm åt norr, som inrymmer nävekvarnsläktaren befolkningen från nävekvarnsområdet.

## Kyrkogården
Ingången till kyrkogården sker genom en stiglucka, uppförd 1755. Innanför kyrkogårdsmuren finns ett gravkapell för släkten Sederholm uppfört i början av 1800-talet.

## Klockstapeln
Klockstapeln står väster om kyrkan, och härrör från 1600-talet och är av rödmålat trä. Den pryds av en vindflöjel med årtalet 1663, dock oklart om det avser någon reparation eller byggnadsåret. Kyrkan har tre kyrkklockor. Storklockan göts 1938 och mellanklockan 1876, båda hos Bergholtz i Stockholm. Mellanklockan innehåller metall från en äldre 1600-talsklocka. Lillklockan skänktes till kyrkan 1629 och kom då som krigsbyte från Tyskland, den omgöts 1699.

## Inredning
Predikstolen härstammar från början av 1600-talet. Den har ursprungligen saknat ljudtak. Ljudtaket kom hit från Mellösa kyrka 1680 och är ovan försett med årtalet 1660 på taket. Timglaset är möjligen identiskt med det som 1728 inköptes till kyrkan från Norrköping. Den gamla inredningen med slutna bänkkvarter ersattes 1871 med en ny av öppna bänkar. En bänkskärm som utgör rest av den äldre bänkinredningen. Altartavlan framställer korsfästelsen och härrör från omkring 1700, som skänkts till kyrkan av Isac de Besche någon gång före 1719. Väggmålningarna torde härröra från slutet av 1600-talet, någon gång efter 1682 då nuvarande högra fönstret togs upp 1682 och det låga långa fönstret på södra korväggen sattes igen. Akantusslingorna i vapenhustaket är signerade av Pär O. målare i Nyköping, 1700.

## Inventarier
- Dopfunten av kolmårdsmarmor tillkom 1945.
- En primklocka från medeltiden fanns 1799 i kyrkan, det är dock oklart varifrån den kommit.[1]
- Antependiet donerades 1753 till kyrkan av Koppartorp nya koppargruvas intressenter.[1]
- Nattvardskalken skänktes till kyrkan 1797 av Gustaf Ulrik Silfversparre och är tillverkad av P. Enrot. Den ersatte då en äldre kalk, vars överdel förnyats 1795. Kalkens fot är utformad som ett kors, omslingrat av en orm.
- En oblatask från omkring 1700, tillverkad av guldsmeden Petter Lund i Nyköping.[1]
- En madonnabild från omkring 1500, som möjligen ursprungligen stått vid ett kakaltare. Ett sådant fanns i Tunabergs kyrka fram till mitten av 1700-talet.[1]
- En Kristusbild, "Frälsarens pinande lekamen", har från kyrkan överförts till Domkyrkomuseet i Strängnäs.[1]
- En Brigittabild, som troligen utgör resterna av ett medeltida högaltarskåp från mitten av 1400-talet. Det omtalas i ett inventarium 1688 som en altartavla smyckad med bilder, och fanns kvar ännu 1733, men kallas då gammal, den hade då ersatts av nuvarande altartavlan. I ett inventarium 1830 omtalas Birgittabilden som "sittande på en träställning" som gissningsvis var resterna av skåpet.
- I koret hänger en kristallkrona av slipat glas från början av 1700-talet.[1]
- Genom insamling bland bruksfolket på Nävekvarns bruk 1654 och 1655 inköptes två mässingsljuskronor och ett par altarljusstakar.[1]
- Sju altarstakar av malm skänktes 1799 till kyrkan av ägaren till Nävekvarn Gustaf Ulrik Silfversparre.[1]
- Ett kors på sakristians norra vägg kommer från svenska kyrkan i Leningrad, varifrån det räddades i samband med religionsförföljelser 1936.[1]

### Orgeln
- 1830 byggde klockaren Anders Klang en orgel med 7 1⁄2 stämmor.[2]
- 1867 byggde Erik Adolf Setterquist, Örebro en orgel med 5 1⁄2 stämmor.[2]
- Den nuvarande pneumatiska orgeln byggdes 1936 av E A Setterquist & Son, Örebro. Fasaden och några stämmor är från 1867 års orgel.[2]

| Huvudverk I         | Svällverk II      | Pedal      | Koppel    | Övrigt                   |
| Principal 8´        | Rörflöjt 8´       | Subbas 16´ | I/P       | Fyra fasta kombinationer |
| Flûte harmonique 8´ | Salicional 8´     |            | II/P      |                          |
| Oktava 4´           | Gemshorn 4´       |            | II/I      |                          |
| Spetskvint 2 2/3´   | Waldflöjt 2'      |            | I 4'/I    |                          |
| Oktava 2'           | Crescendosvällare |            | II 16'/I  |                          |
|                     |                   |            | II 16'/II |                          |
|                     |                   |            | II 4'/P   |                          |

#### Kororgel
- 1984 byggde Grönlunds Orgelbyggeri AB, Gammelstad en mekanisk kororgel.[2]

| Huvudverk I C-c4 | Svällverk II C-c4 | Pedal C-g1 | Koppel |
| Rörflöjt 8´      | Principal 8´      | Subbas 16´ | I/P    |
| Principal 4´     | Borduna 8´        |            | II/P   |
|                  | Blockflöjt 4´     |            | II/I   |
|                  | Öppenflöjt 2'     |            |        |
|                  | Crescendosvällare |            |        |

## Bilder

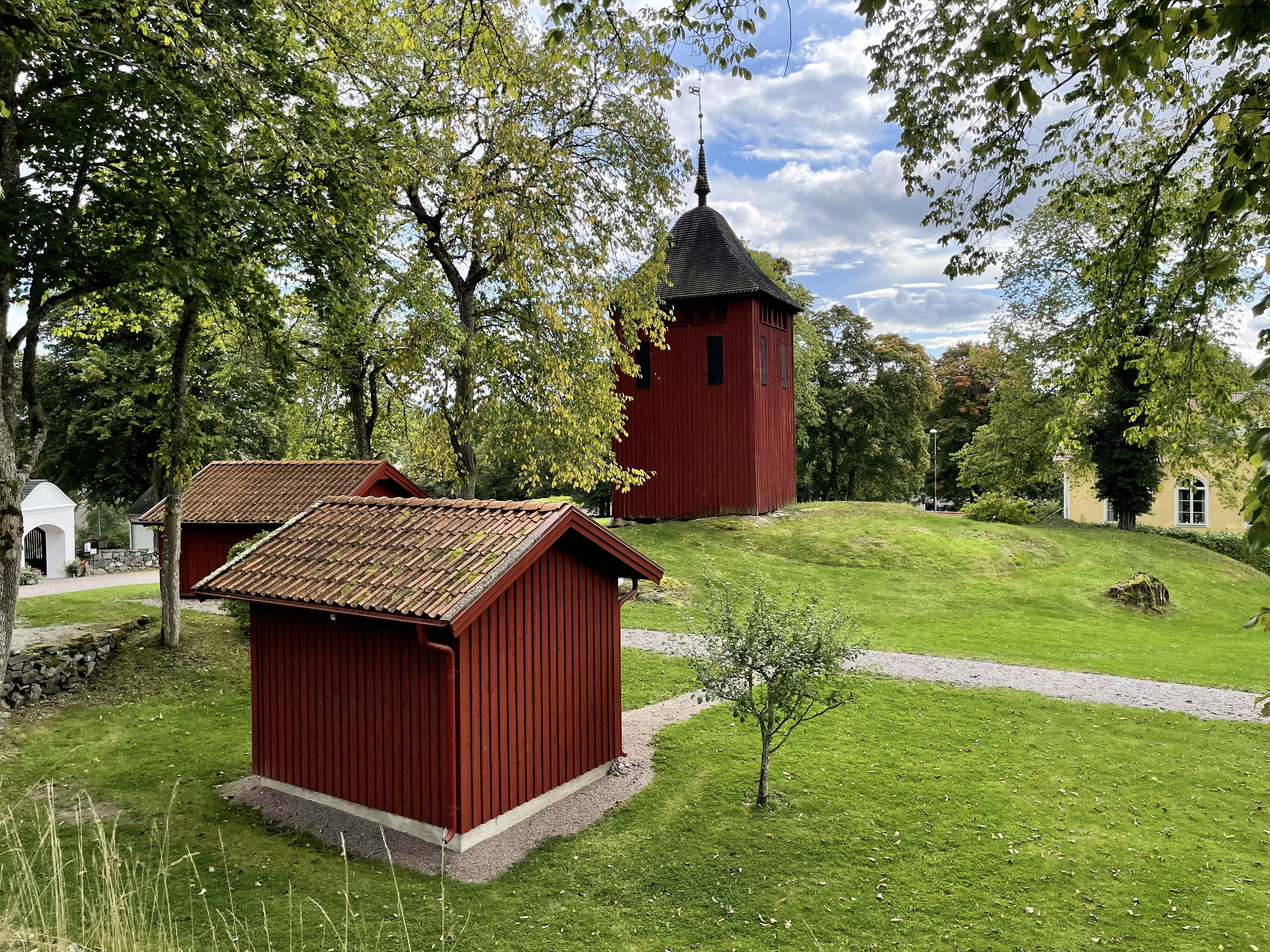
Kyrkans klocktorn.
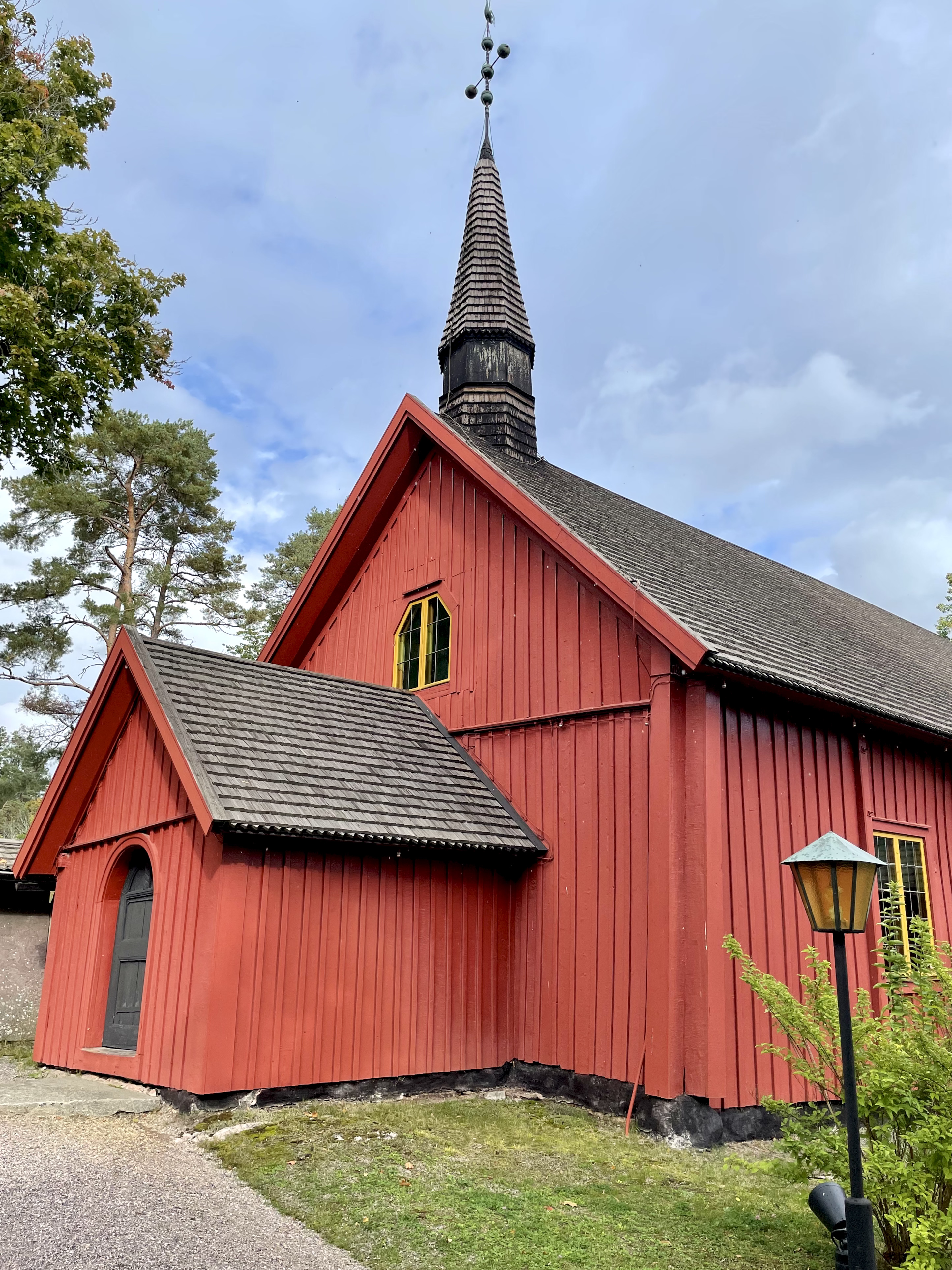
Framsidan (från söder).
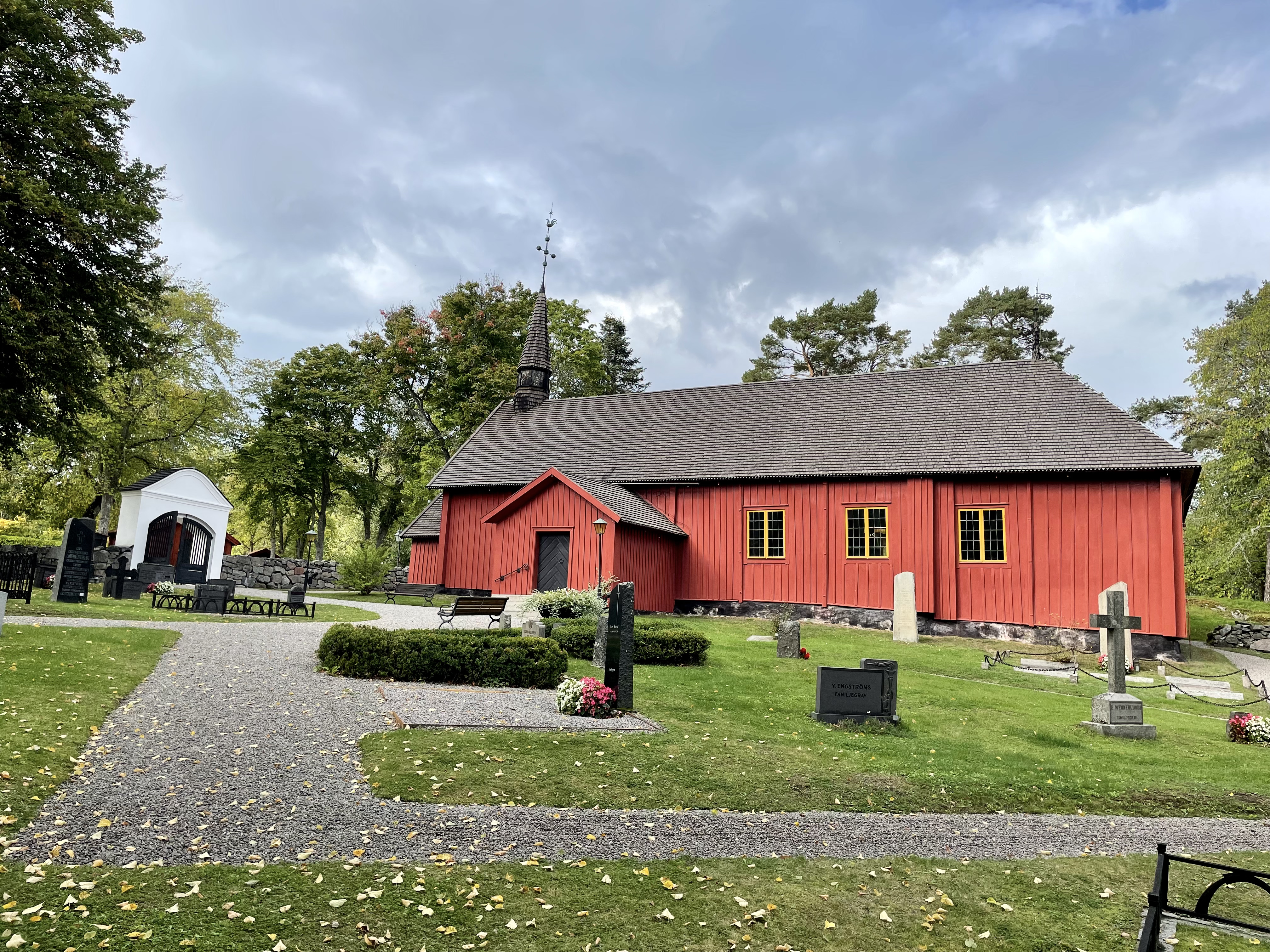
Kyrkan med kyrkogården.
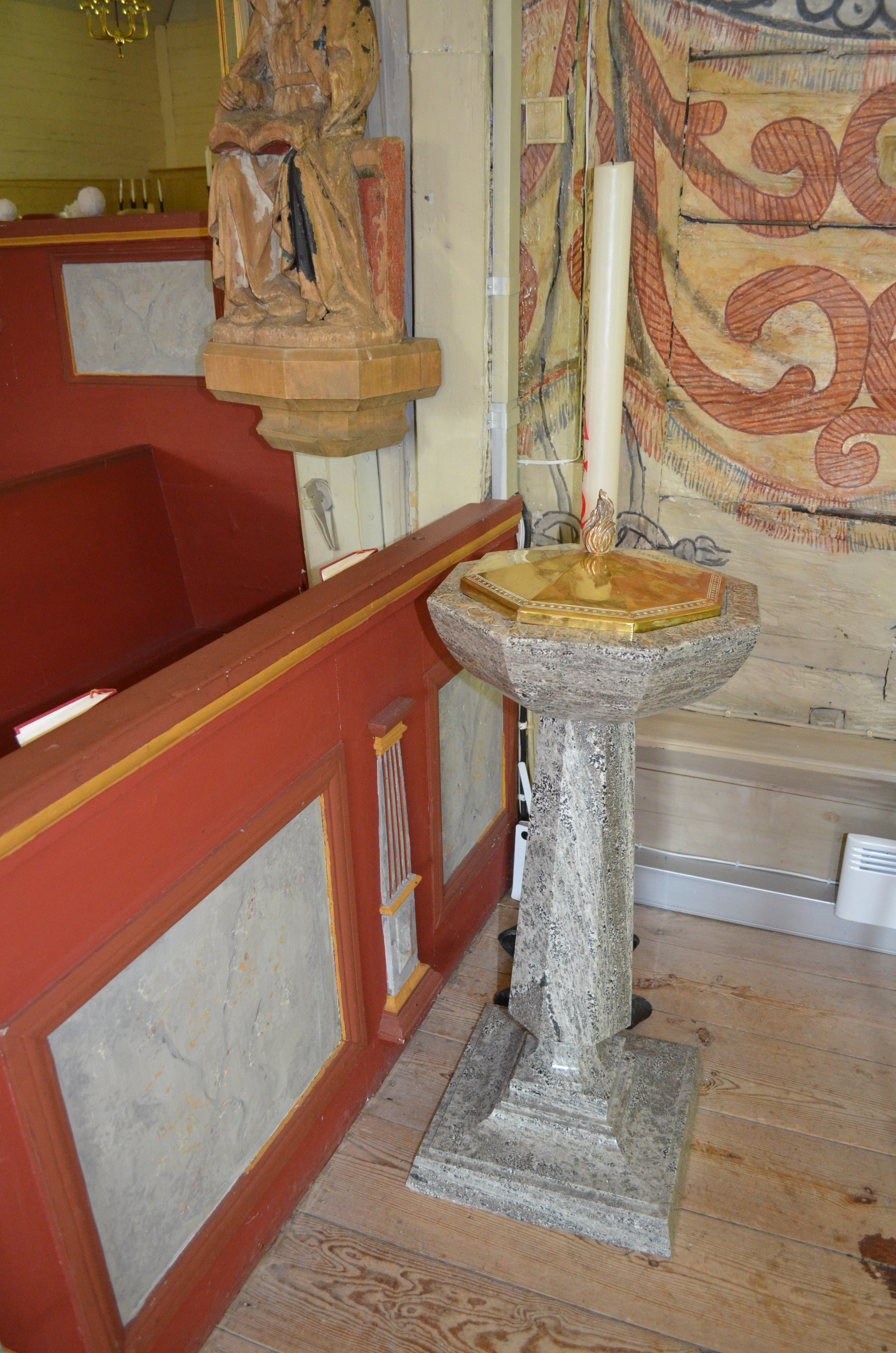
Dopfunten från 1945.
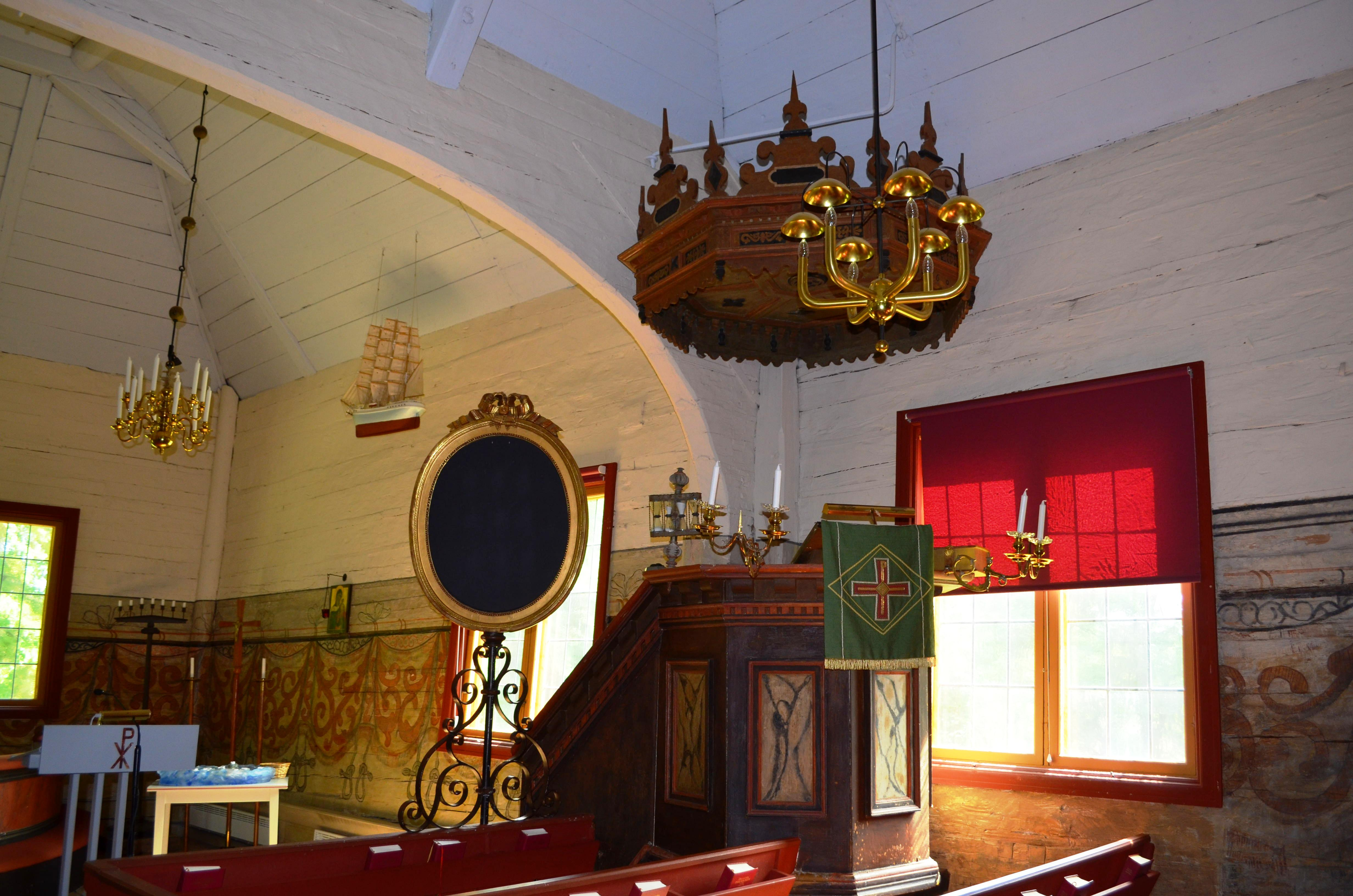
Predikstolen från 1600-talet.
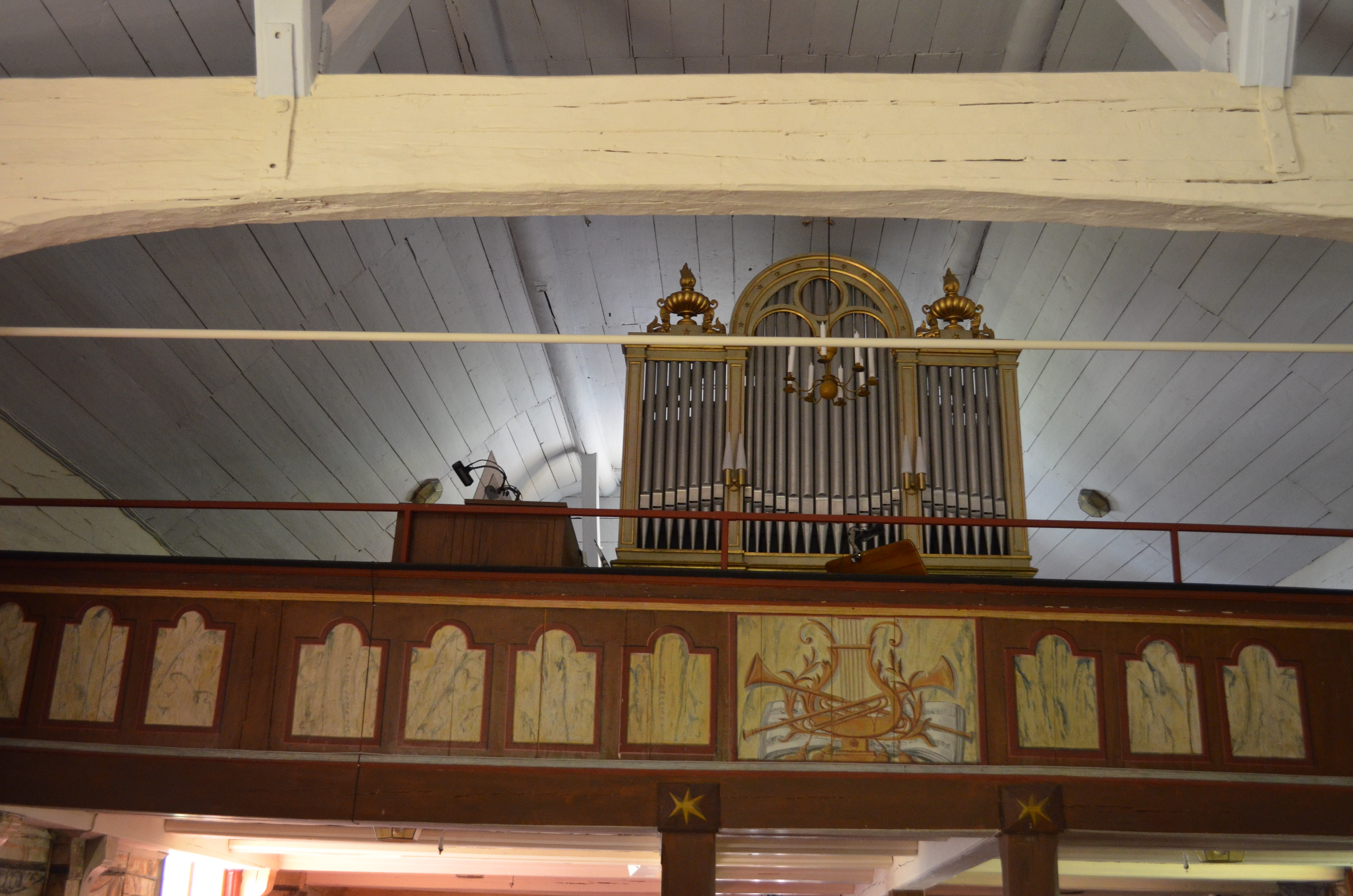
Orgelläktaren från 1685. Orgeln från 1936.
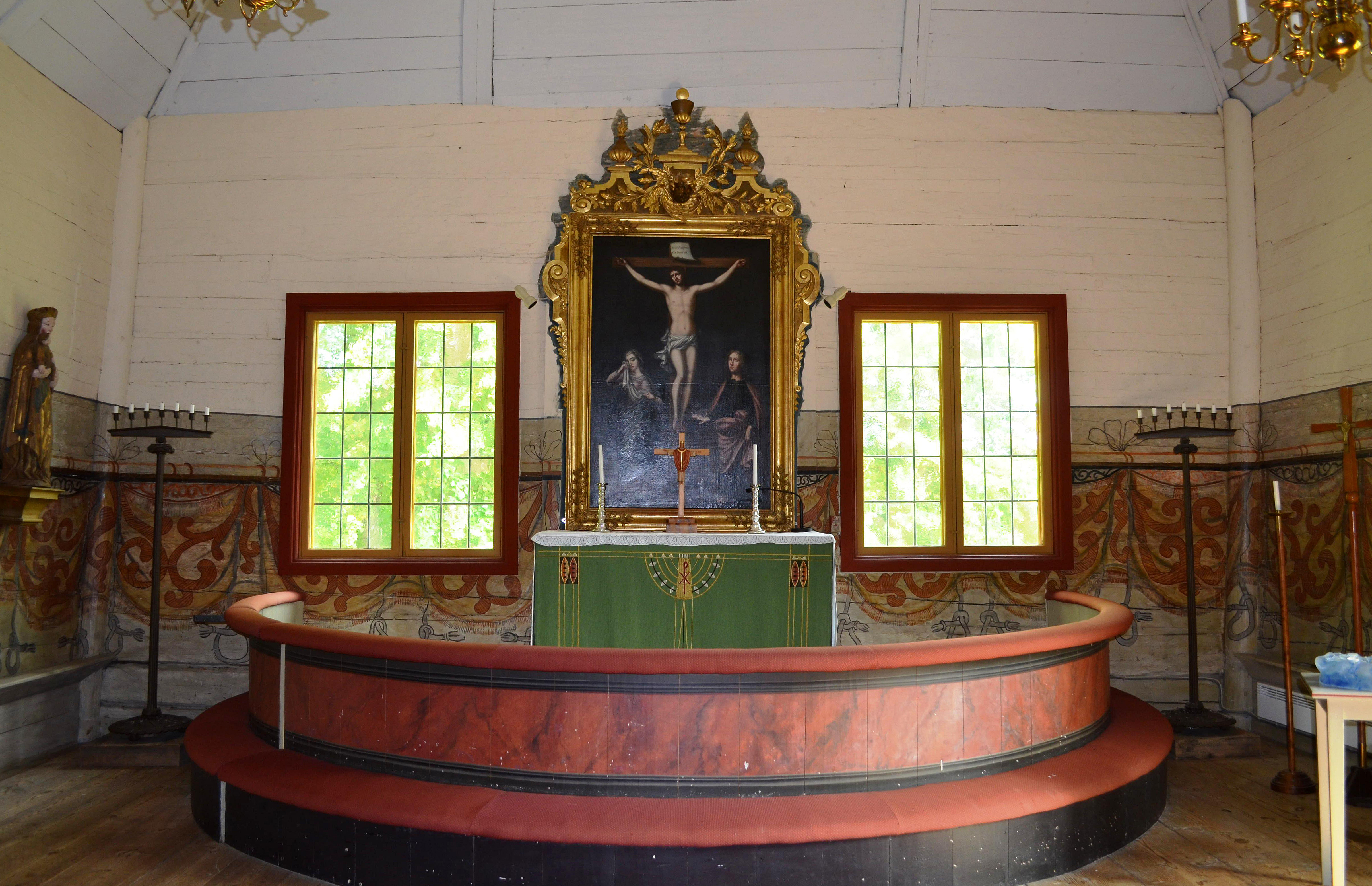
Altaret.